# BTR-60
BTR-60 je sovětské, resp. ruské osmikolové obojživelné obrněné vozidlo z konce 50. let 20. století. Sériově bylo vyráběno od roku 1959. Stroj byl ve výzbroji sovětské armády i několika armád Varšavské smlouvy. U vojáků si vysloužilo přezdívku „rakev“, protože jeho pancéřování bylo velmi slabé a vojáci proto raději jezdili na střeše tohoto vozidla než uvnitř.

## Vývoj

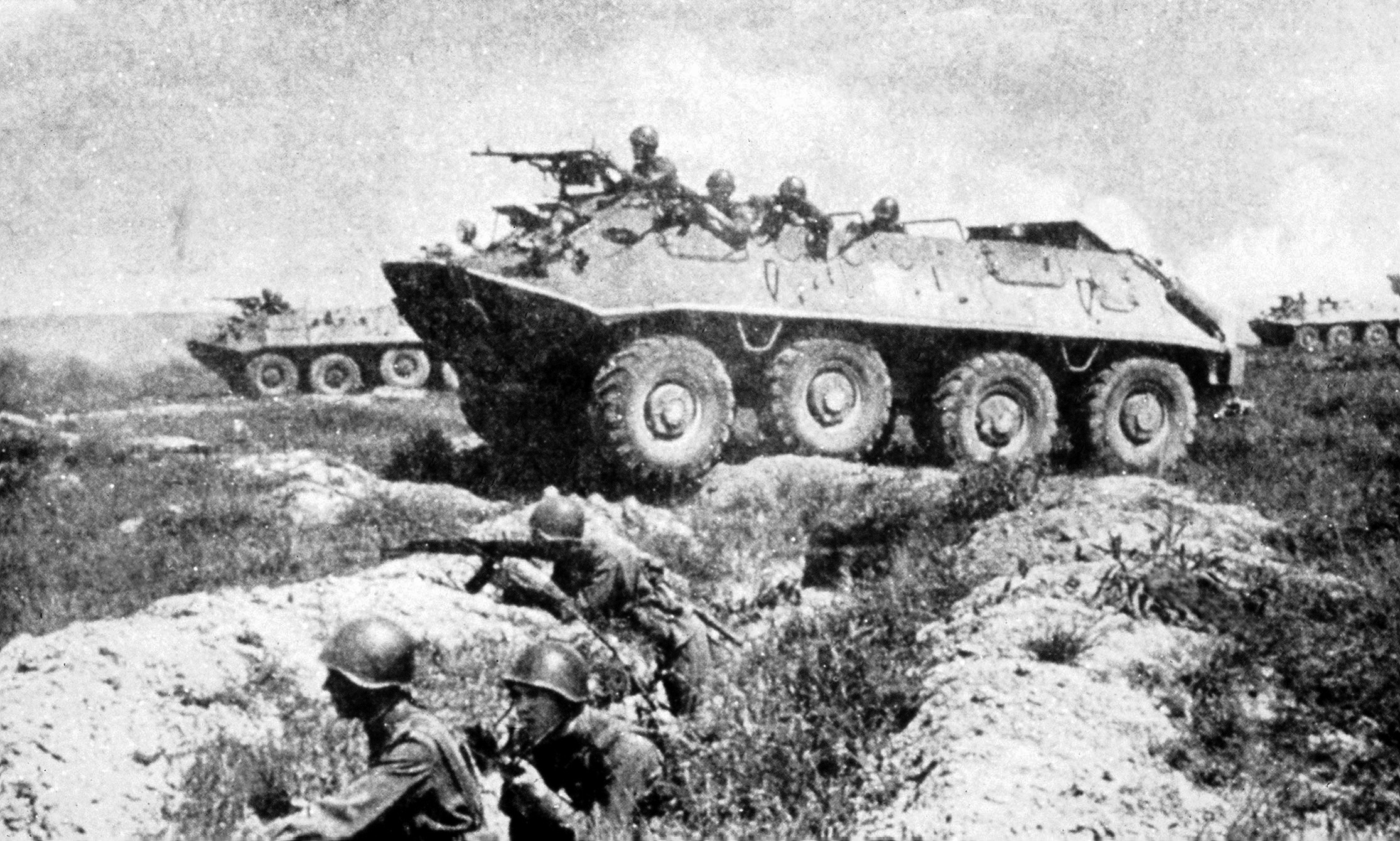
BTR-60P

Vozidlo bylo vyvinuto jako náhrada za transportér BTR-152 a v průběhu 60. let bylo průběžně vylepšováno, přičemž jeho výroba kulminovala verzí BTR-60PT. Pak se přešlo na výrobu podobného vozidla BTR-70 (8x8). BTR-60 patřilo mezi nejdůležitější vozidla sovětské armády. Bylo také vyváženo do dalších zemí například Východního Německa, Bulharska, Rumunska či Jugoslávie. Ve všech svých verzích bylo dodáno do více než 30 zemí celého světa. Československo s Polskem vyvinuli vlastní typ osmikolového obrněného vozidla pod označením OT-64 SKOT. BTR-60 přesto bylo v ČSSR v několika kusech a to pouze jako součást sovětských zbraňových celků, jako například velitelské stanoviště BTR 60 - PU-12, které bylo součástí protiletadlového kompletu. BTR-60 používala i sovětská námořní pěchota jako standardní obrněné vozidlo. Ve válce v Afghánistánu bylo používáno k ochraně konvojů a také zasahovalo proti Američanům při jejich invazi na Grenadu.

## Konstrukce

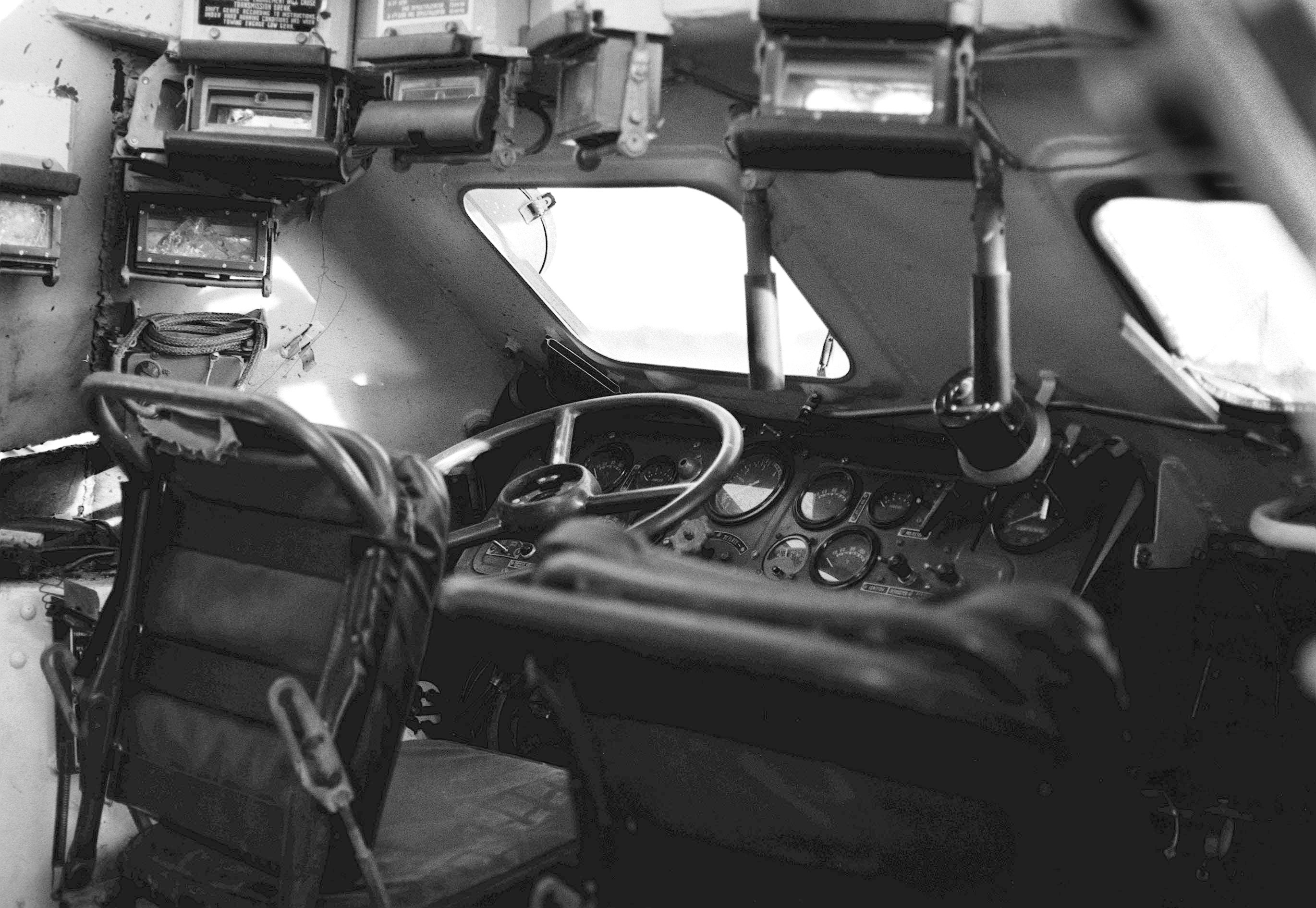
Stanoviště řidiče

BTR-60 je osmikolové vozidlo s korbou ve tvaru lodi a se sklopeným krunýřem po stranách. Trup se skládá z ocelové konstrukce. Vpředu sedí řidič a velitel, uprostřed je prostor pro posádku a v zadní části vozu se nachází motor. Kuželovitá jednomístná věžička (u BTR-60PB) je identická s věžičkou na obrněném vozidle BRDM-2 a nachází se nad druhým párem kol. Na věžičce se napravo nacházejí koaxiální kulomety KPV ráže 14,5 mm a PKT, dále teleskopický zaměřovač nalevo. Pro přístup do vozidla se používají dva půlkruhové vstupy před věžičkou a dva obdélníkové za věžičkou. Vozidlo je také vybaveno k nočnímu pozorování. Kola vozu jsou kromě mezery mezi třetím a čtvrtým rovnoměrně rozložená. Jsou částečně plněná substancí a mají centralizovaný tlakový regulační systém. Poháněna jsou všechna kola, ale první dva páry mají pohon zesílený kvůli řízení vozidla. Hnací jednotkou jsou dva 6válcové benzínové motory v zadní části vozu. První a třetí osa je poháněna od pravého motoru přes transmisi, druhá a čtvrtá osa od levého. Vozidlo je plně obojživelné.

## Varianty
- BTR 60P – první odkrytá verze bez opancéřované stropní části. Motor pro pohon při plavbě je stejně jako u vozidla BRDM.
- BTR 60PA – první modifikace se stropní opancéřovanou částí s 12,5mm kulometem a dvěma kulomety ráže 7,62 mm.
- BTR 60PB – druhá modifikace s kuželovitou věžičkou.
- BTR 60PBK – velitelské vozidlo
- BTR 60PU – velitelská verze bez věžičky s dodatečným komunikačním vybavením
- BTR-60 PU-12 – verze pro vzdušnou obranu
- BTR-60 R-975 – verze pro řízení vzdušného útoku

## Galerie

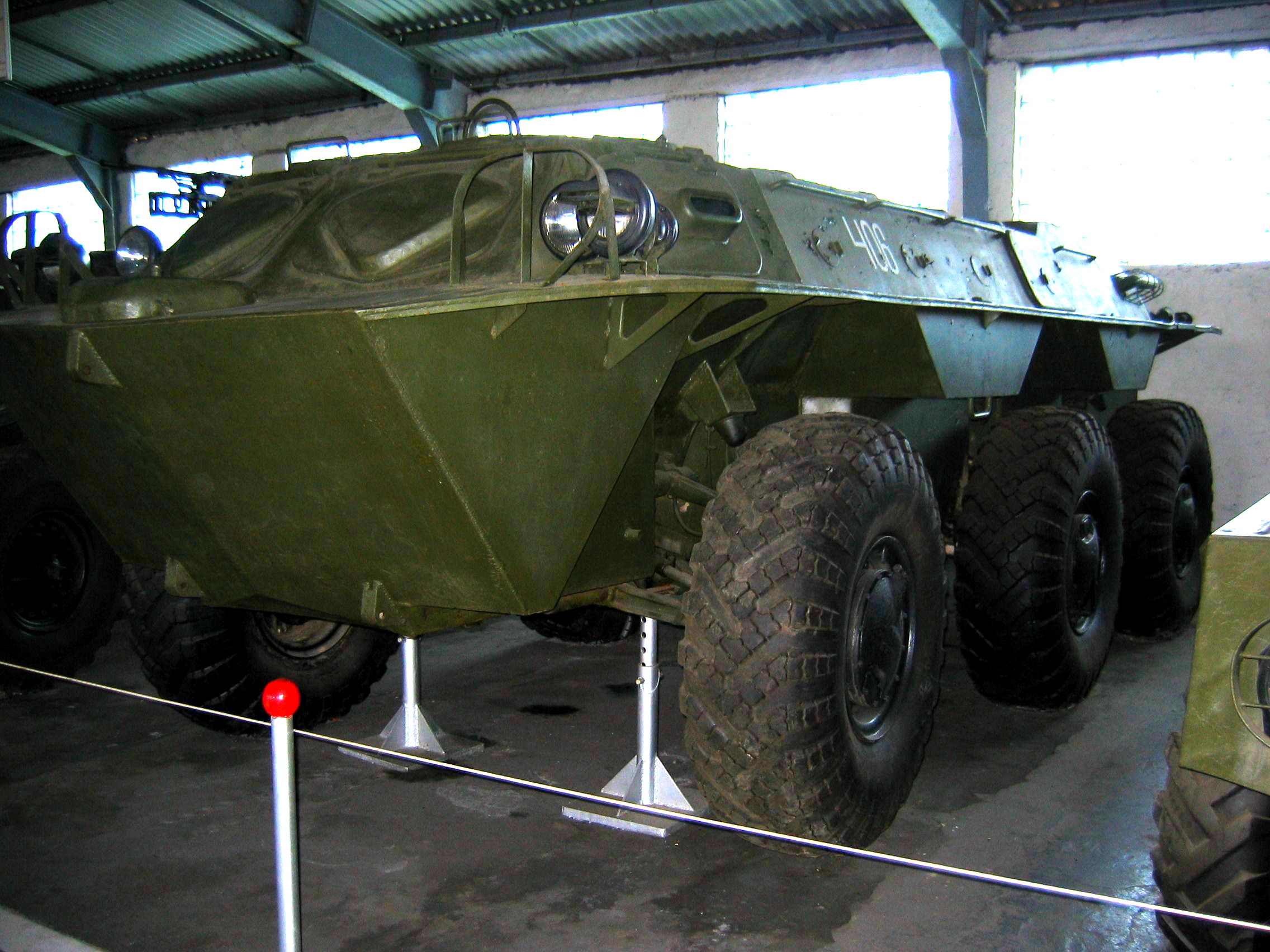
ZiL-153 v tankovém muzeu Kubinka.
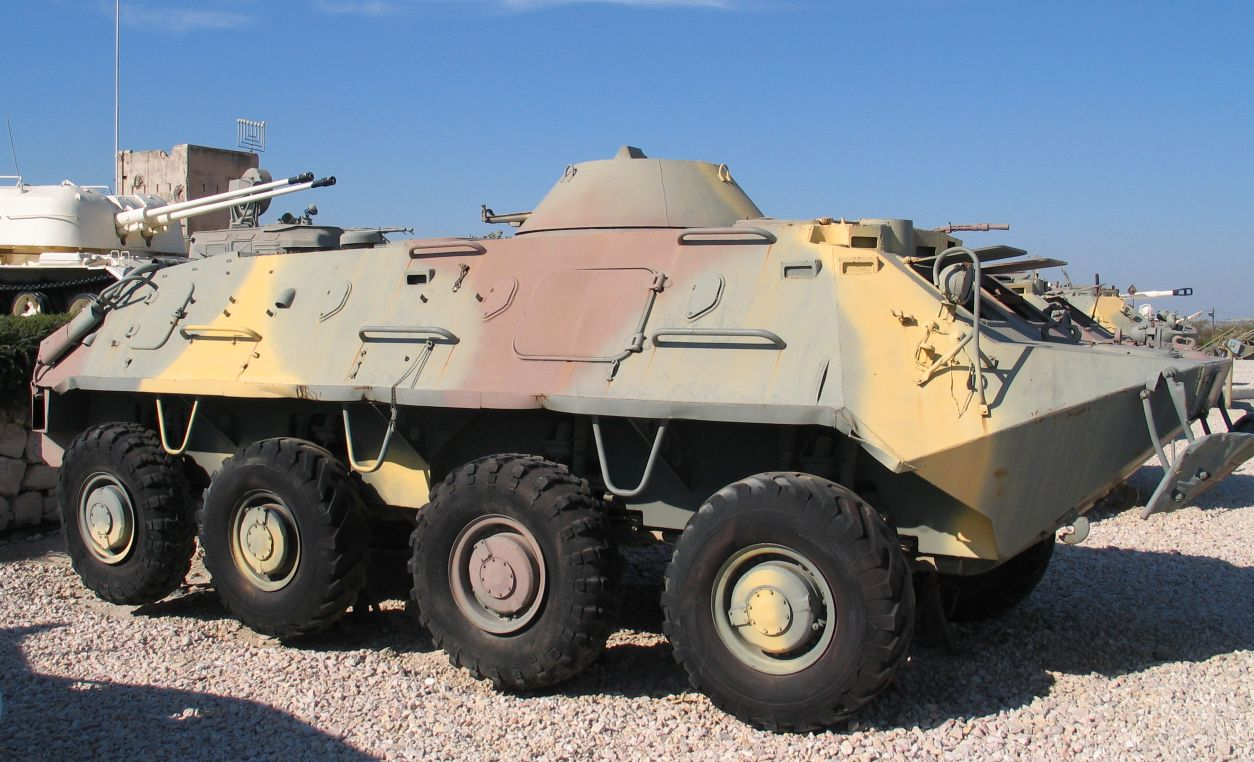
BTR-60 v izraelském Jad la-Širjon Museum
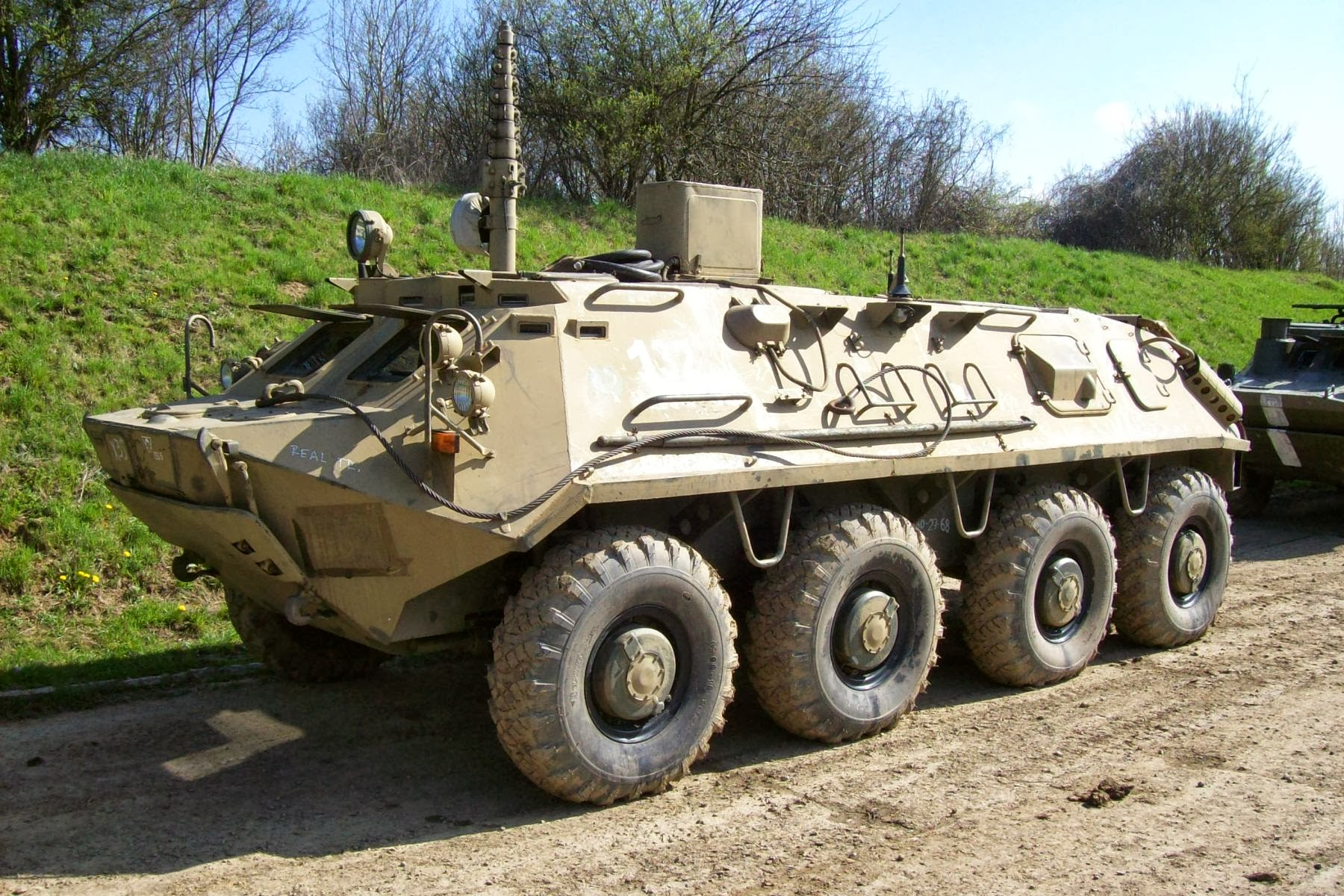
BTR 60 - PU-12 v Muzeu na demarkační linii v Rokycanech
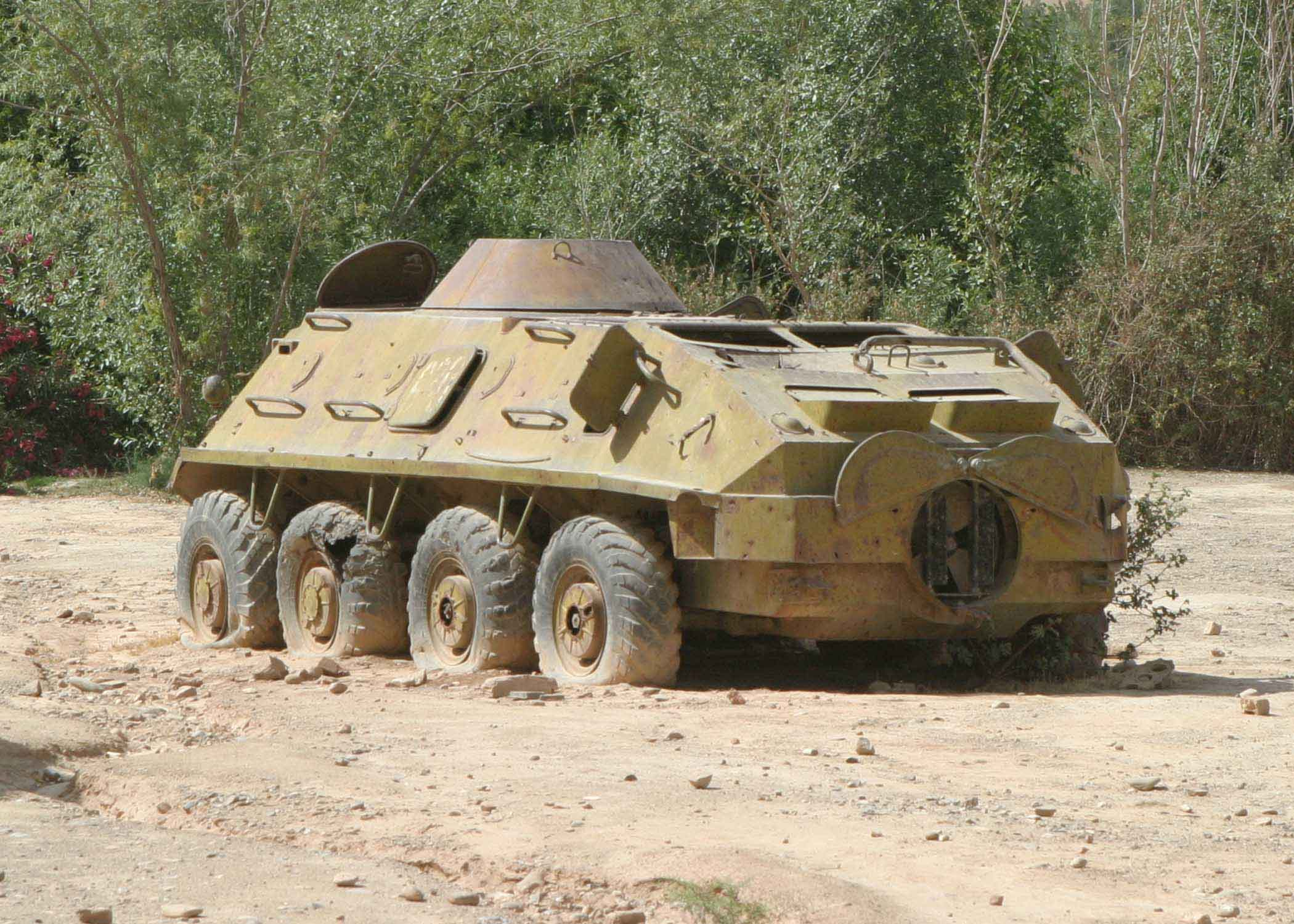
Opuštěné a rezavějící BTR-60PB ve vesnici v afghánské provincii Orúzgán.
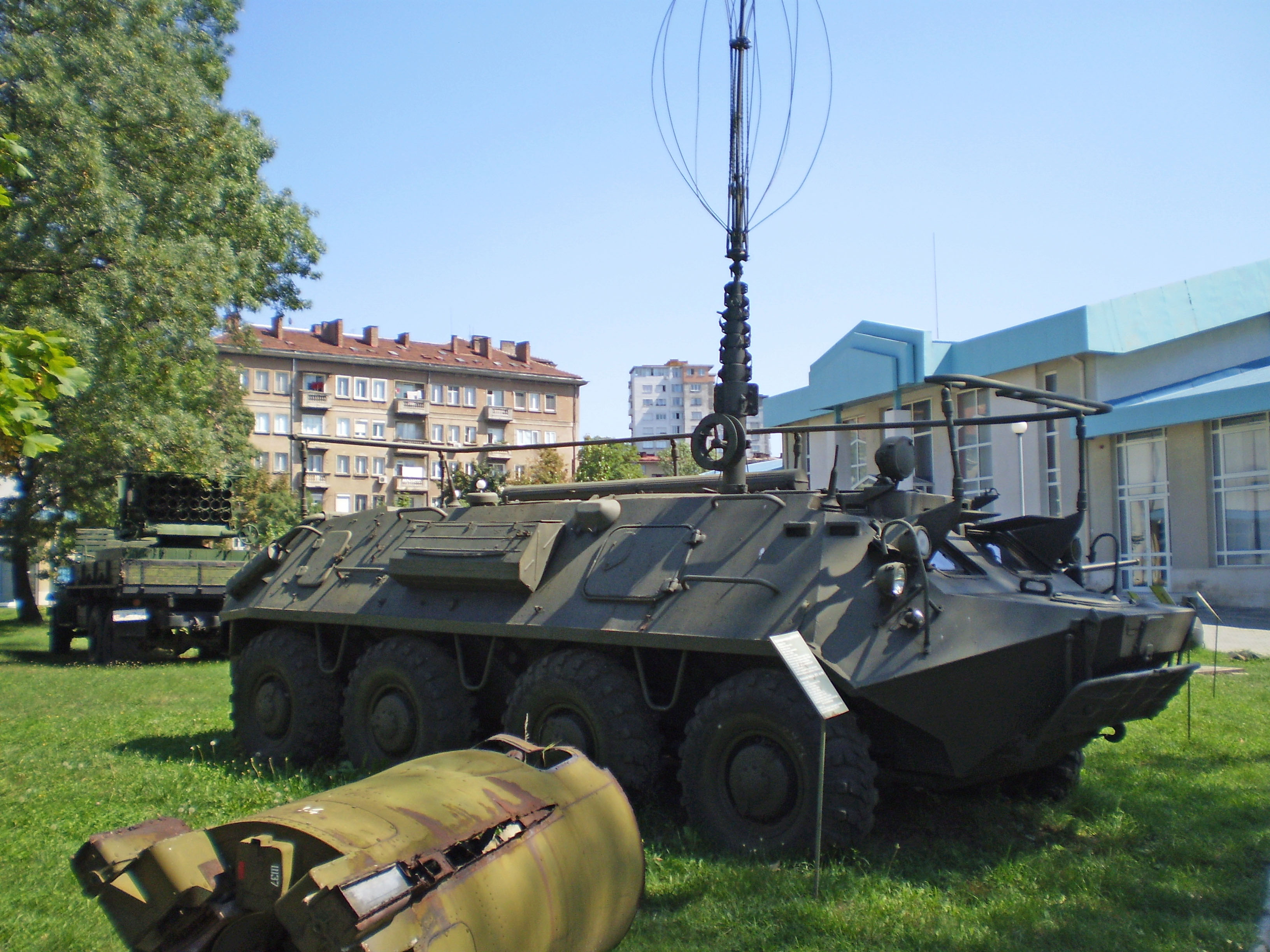
BTR-60PAU
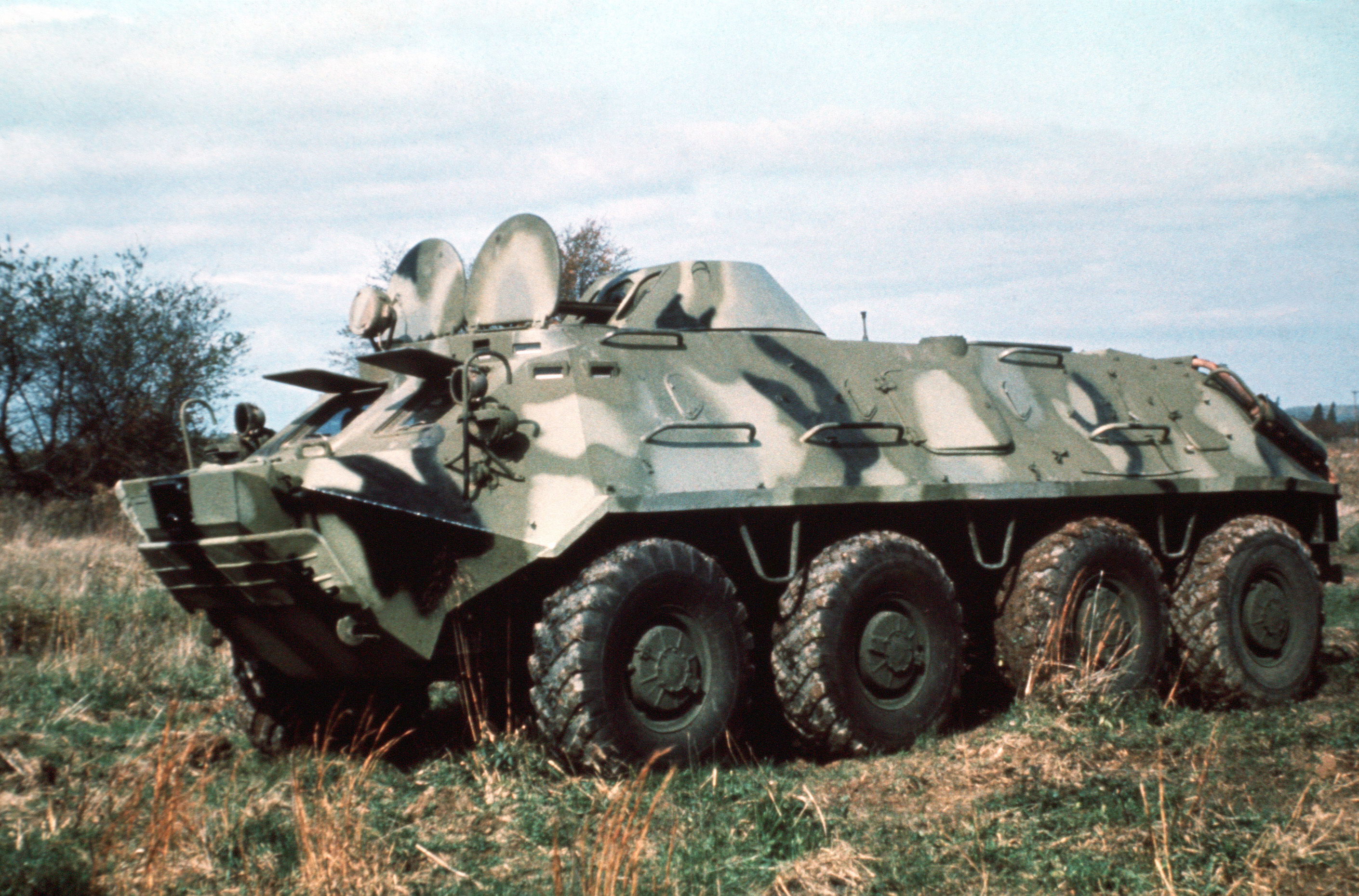
BTR-60PB, 14. listopadu 1984

## Uživatelé
- Afghánistán, Alžírsko, Angola, Botswana, Bulharsko, Demokratická republika Kongo, Jemen, Jugoslávie, Kambodža, KLDR, Kuba, Džibuti, Eritrea, Etiopie, Finsko, Ghana, Guinea, Guinea-Bissau, Indie, Írán, Irák, Keňa, Laos, Libye, Mali, Mongolsko, Mosambik, NDR, Nikaragua, Nigérie, Peru, Polsko, Republika Kongo, Somálsko, Sýrie, SSSR, Turecko, Vietnam, Zambie